# Rheinische Post
Rheinische Post – niemiecki dziennik założony w 1946 roku. Znajduje się wśród pięciu najczęściej czytanych niemieckich dzienników.